# Хофф, Брюнъяр
Брюнъяр Хофф (норв. Brynjar Hoff; род. 1 октября 1940, Оркдал) — норвежский гобоист.
Сын органиста Эрлинга Хоффа (1910—1994) и преподавательницы фортепиано Магнхильд Бергльот Баккен (1915—1996); органистами были также его дед Людвиг и тётка Иоганна. Начал учиться игре на фортепиано, в возрасте восьми лет перешёл на гобой. С 12 лет играл в любительском оркестре, в 1955 г. дебютировал в состав Тронхеймского симфонического оркестра. В 1958 году с учреждением Норвежской национальной оперы занял пульт первого гобоя в оперном оркестре. В 1959 году основал Духовой квинтет Осло (норв. Oslo Blåsekvintett). С 1965 г. выступал также в составе Филармонического оркестра Осло. Пик концертной активности Хоффа-солиста пришёлся на 1980-е гг., когда он гастролировал в Великобритании, Испании, СССР и США (включая концерт 1986 г. в Карнеги-холле). В 1985 г. он окончательно отказался от работы в оркестре и сосредоточился на сольной карьере. Однако в 1995 г. по состоянию здоровья Хофф вынужден был прервать исполнительскую деятельность. В последние годы живёт в Таиланде.
Среди записей Хоффа наиболее значителен двойной альбом барочных гобойных концертов с Английским камерным оркестром; критика, однако, отмечает, что, хотя слушать игру Хоффа — всегда удовольствие, его исполнительский темперамент соответствует скорее музыке классического и романтического периода и лишь поневоле, ввиду отсутствия подходящего репертуара, вынужден проявлять себя в барочной музыке и работах современных авторов.